# Tercer Govern Reformista de la Segona República Espanyola

Escut de la Segona República Espanyola

El Tercer Govern Reformista de la Segona República Espanyola del bienni social-azañista va estar presidit per Manuel Azaña Díaz i es va constituir el 12 de juny de 1933. Acaba el seu mandat el 12 de setembre de 1933, i fou succeït per un govern dirigit pel Partit Radical.

## Repartiment de carteres
| Imatge                    | Cartera                                      |  | Nom                                                               | Partit                              |
| ------------------------- | -------------------------------------------- |  | ----------------------------------------------------------------- | ----------------------------------- |
| Manuel Azaña              | President del Govern i Ministro de la Guerra |  | Manuel Azaña Alcalá de Henares (Madrid), 1880                     | Acció Republicana                   |
|                           | Ministre d'Estat                             |  | Fernando de los Ríos Urruti Ronda (Málaga), 1879                  | PSOE                                |
| Álvaro de Albornoz        | Ministre de Justícia                         |  | Álvaro de Albornoz Liminiana Ḷḷuarca (Astúries), 1879             | Partit Republicà Radical Socialista |
| Lluís Companys i Jover    | Ministre de Marina                           |  | Lluís Companys i Jover El Tarrós (Urgell), 1882                   | ERC                                 |
| Sense imatge              | Ministre d'Hisenda                           |  | Agustín Viñuales Pardo Osca, 1881                                 | Acció Republicana                   |
| Sense imatge              | Ministre de la Governació                    |  | Santiago Casares Quiroga La Corunya, 1884                         | ORGA                                |
| Sense imatge              | Ministre d'Instrucció Pública i Belles Arts  |  | Francisco Barnés Salinas Sevilla, 1877                            | Acció Republicana                   |
| Indalecio Prieto          | Ministre d'Obres Públiques                   |  | Indalecio Prieto Tuero Oviedo (Astúries), 1883                    | PSOE                                |
| Francisco Largo Caballero | Ministre de Treball                          |  | Francisco Largo Caballero Madrid, 1869                            | PSOE                                |
| Marcel·lí Domingo         | Ministre d'Agricultura                       |  | Marcel·lí Domingo i Sanjuán Tarragona, 1884                       | Partit Republicà Radical Socialista |
| José Franchy y Roca       | Ministre d'Indústria i Comerç                |  | José Franchy y Roca Las Palmas de Gran Canaria (Las Palmas), 1871 | ?                                   |